# Chiraz Bechri
Chiraz Bechri (arabisch شيراز بشري; * 23. Juli 1998 in Tunis) ist eine tunesische Tennisspielerin.

## Karriere
Bechri begann mit sechs Jahren das Tennisspielen und bevorzugt Hartplätze. Sie spielt bislang vor allem Turniere der ITF Women’s World Tennis Tour, wo sie bisher einen Titel im Einzel und zwei im Doppel gewinnen konnte.
2013 gab sie ihren Einstand auf der ITF-Tour beim mit 25.000 US-Dollar dotierten ITF Women’s Tournament La Marsa 2013, wo si mit Farah Baklouti im Doppel antrat. Da ihre Gegnerinnen nicht antraten, erreichte die Paarung die zweite Runde, wo sie dann aber gegen Réka Luca Jani und Jewgenija Paschkowa mit 2:6 und 1:6 verloren.
2016 gab Bechri ihren Einstand für die tunesische Fed-Cup-Mannschaft. Seitdem hat sie für ihr Land 31 Begegnungen im Einzel und Doppel bestritten, von denen sie 19 gewonnen hat, davon 14 Einzel und fünf Doppel. Im gleichen Jahr trat sie bei den US Open im Juniorinnendoppel zusammen mit Wiktoria Kulik an; die beiden verloren aber bereits ihr Auftaktmatch gegen Kaja Juvan und Iga Świątek mit 3:6 und 1:6.
2018 nahm Bechri erstmals an den Mittelmeerspielen teil, wo sie im Dameneinzel das Viertelfinale und im Damendoppel bereits in der ersten Runde mit Partnerin Mouna Bouzgarrou ausschied.
2019 nahm sie an den Afrikaspielen teil, wo sie im Dameneinzel das Achtelfinale erreichte.
2022 erreichte sie bei den Mittelmeerspielen im Dameneinzel wie auch im Damendoppel das Spiel um Platz 3, wo sie aber dann in beiden Partien nicht antreten konnte.

## Turniersiege

### Einzel
| Nr. | Datum            | Turnier  | Kategorie   | Belag | Finalgegnerin | Ergebnis    |
| --- | ---------------- | -------- | ----------- | ----- | ------------- | ----------- |
| 1.  | 23. Oktober 2016 | Hammamet | ITF $10.000 | Sand  | Jade Suvrijn  | 4:0 Aufgabe |

### Doppel
| Nr. | Datum              | Turnier          | Kategorie   | Belag     | Partnerin       | Finalgegnerinnen                      | Ergebnis |
| --- | ------------------ | ---------------- | ----------- | --------- | --------------- | ------------------------------------- | -------- |
| 1.  | 12. September 2015 | Port El-Kantaoui | ITF $10.000 | Hartplatz | Valeria Mishina | Federica Joe Gardella Marianna Natali | 6:3, 6:3 |
| 2.  | 29. September 2018 | Monastir         | ITF $15.000 | Hartplatz | Barbara Bonić   | Nadia Echeverría Alam Anna Popescu    | 6:4, 6:4 |